# Edgar Basel
Edgar Basel (ur. 1 listopada 1930 w Mannheimie, zm. 7 września 1977 tamże) – niemiecki pięściarz kategorii muszej. Srebrny medalista Igrzysk Olimpijskich z Helsinek z 1952 oraz złoty medalista Mistrzostw Europy z 1955 roku.